# Adolf II van Nassau-Wiesbaden-Idstein
Adolf II van Nassau-Wiesbaden-Idstein (1386 – 26 juli 1426), Duits: Adolf II. Graf von Nassau-Wiesbaden-Idstein, was graaf van Nassau-Wiesbaden-Idstein, een deel van het graafschap Nassau. Hij stamt uit de Walramse Linie van het Huis Nassau.

## Biografie
Adolf was de enige zoon van graaf Walram IV van Nassau-Wiesbaden-Idstein en Bertha van Westerburg, dochter van heer Johan I van Westerburg en Kunigunde van Sayn.
Adolf volgde in 1393 zijn vader op. Omdat hij op dat moment pas zeven jaar oud was, moet hij enige tijd onder regentschap gestaan hebben. Dat wordt in bronnen echter niet vermeld, zodat onbekend is wie als regent voor Adolf optrad.
Adolf kreeg in 1397 de Burcht Adolfseck van zijn oom Johan II toen deze aartsbisschop en keurvorst van Mainz werd. Samen met zijn achterneef Filips I van Nassau-Weilburg erfde Adolf in 1404 van Anna van Nassau-Hadamar, de weduwe van zijn oudoom Rupert van Nassau-Sonnenberg, de heerlijkheid Sonnenberg. Adolf was sinds 1404 bestuurder van de bezittingen van de aartsbisschop-keurvorst van Mainz, zijn oom Johan II, in Hessen.

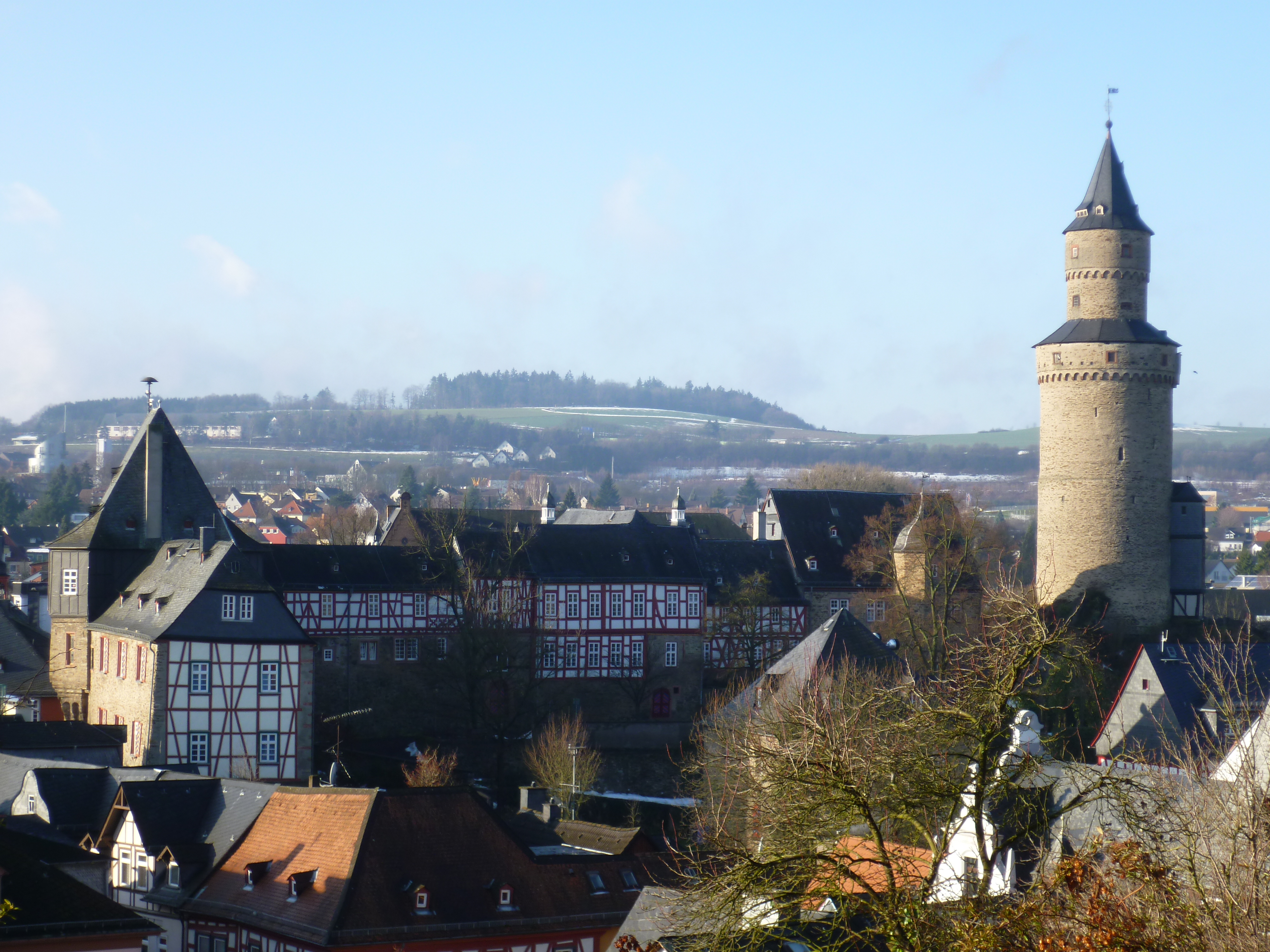
De Burcht Idstein met de Hexenturm
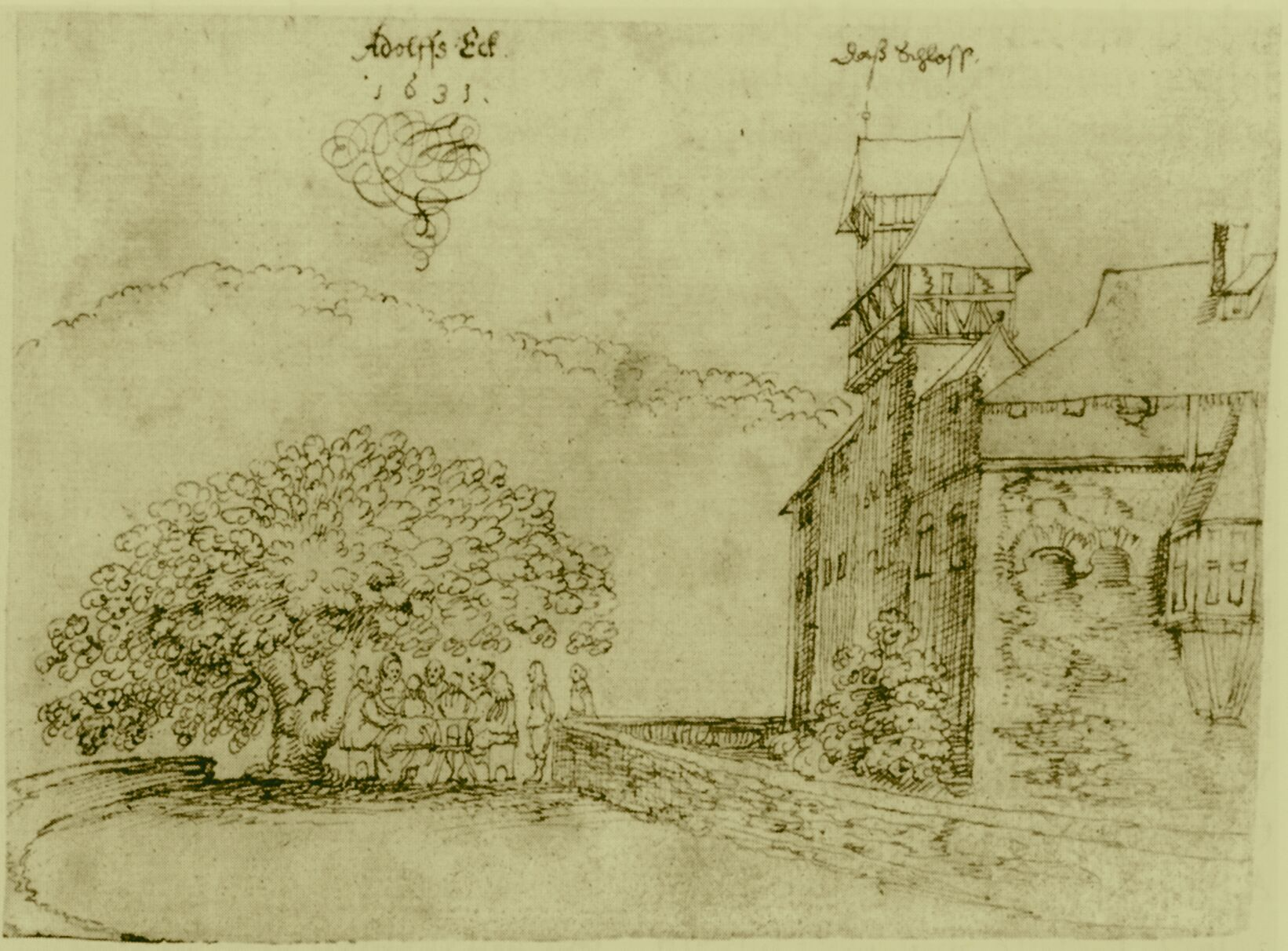
De Burcht Adolfseck in 1631
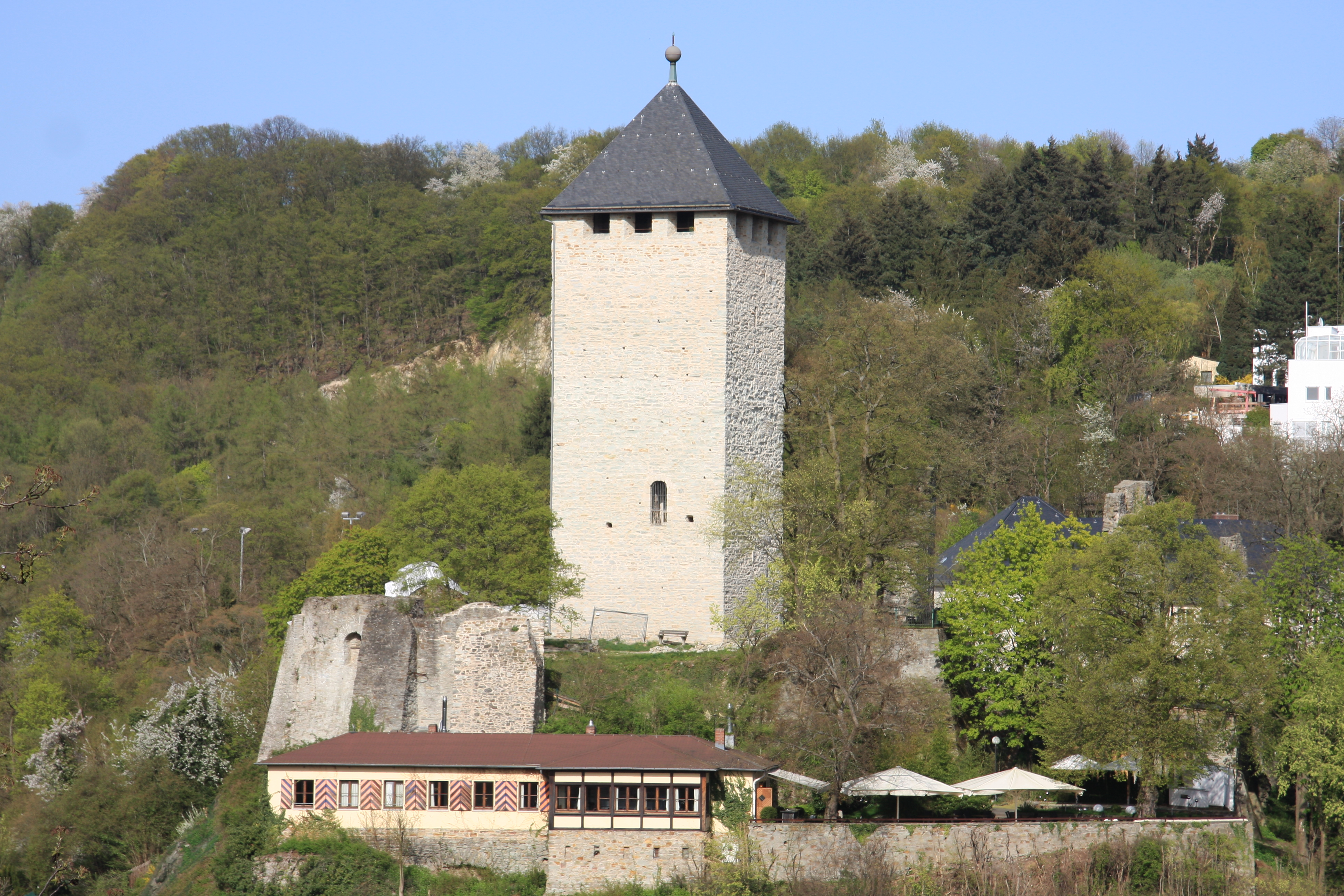
De Burcht Sonnenberg

## Grafmonument

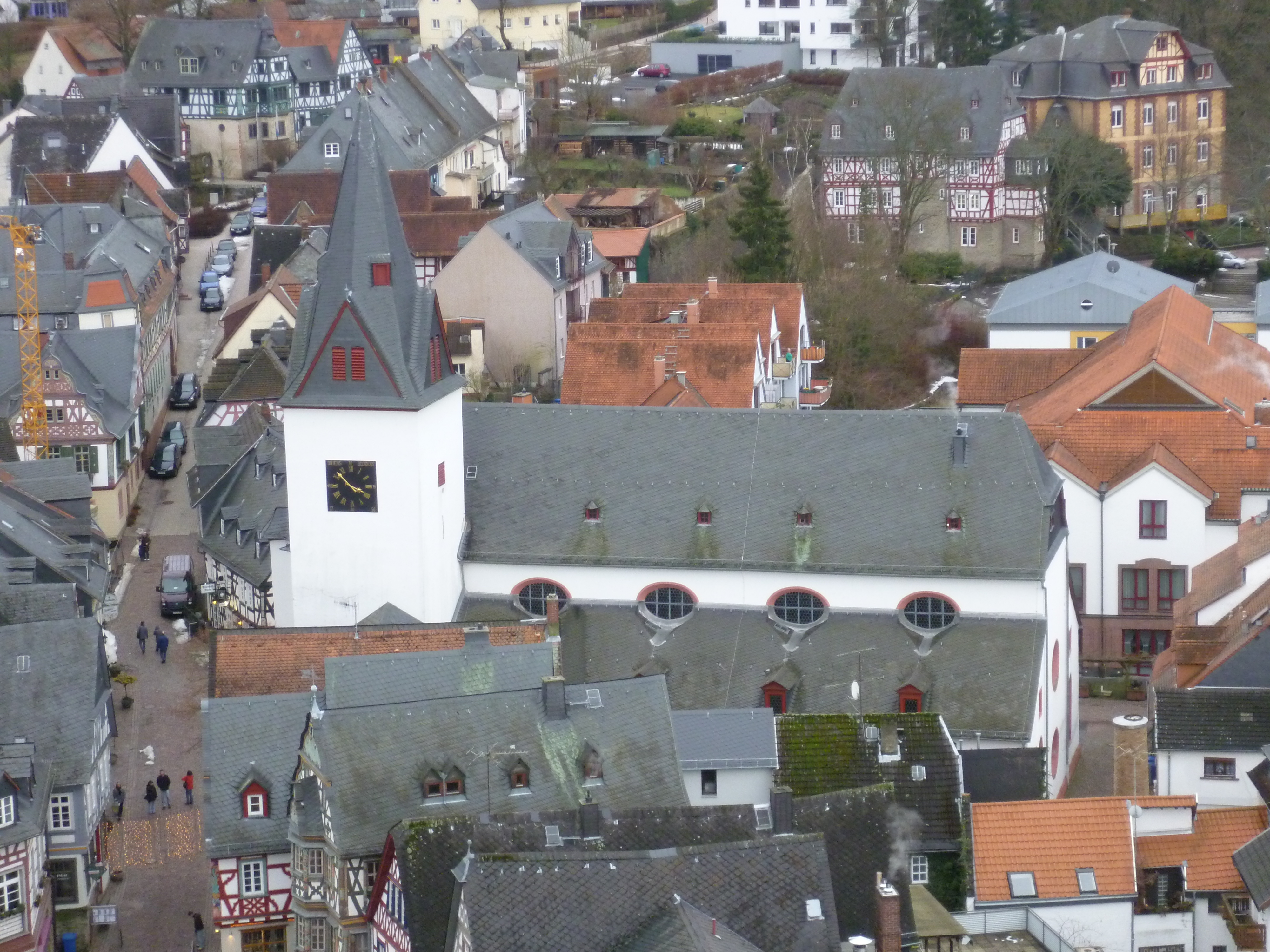
De Uniekerk te Idstein

Adolf overleed op 26 juli 1426 en werd begraven in de Uniekerk te Idstein. Het grafmonument voor Adolf en zijn echtgenote is het oudst bewaard gebleven grafmonument van leden van de Walramse Linie van het Huis Nassau en is waarschijnlijk kort na de dood van Adolf gemaakt door een anonieme meester uit Mainz. Het monument toont het meer dan levensgrote, naast elkaar op een dubbellijvige leeuw staande echtpaar in hoogreliëf. Links Adolf in een uit wambuis, maliënkolder, tuniek, beenbeschermers, zwaard, dolk en open helm bestaand harnas met het wapen van Nassau op de nekrand, rechts naast hem Margaretha in lang gewaad, mantel en sluier, de rozenkrans in haar handen. Boven beide figuren is hun volledige wapen aangebracht.
Over de oorspronkelijke opstelling van het grafmonument zijn geen verdere details bekend, maar de afschuining van beide randen en de plaatsing van de inscriptie bij Adolf naar buiten, bij Margaretha naar binnen wijzend, zijn aanwijzingen dat de grafplaat waarschijnlijk met het hoofdeinde en de lengte van de zijde van Margaretha tegen een wand stond. De leesbaarheid van de teksten vanuit een hoek boven de figuren werd verzekerd door de plaatsing op de verschillend afgeschuinde randlijsten. Adolfs grafschrift is aan de linkerzijde, naar buiten hellende rand van boven naar beneden uitgehouwen en door de smalle opstelling van het monument vandaag de dag moeilijk te ontcijferen; aan de rechterzijde van de grafplaat, met naar het blikveld hellende rand staat Margaretha's grafschrift, beginnend bij het bovenste helmteken. De inscriptie in minuskel van Margaretha toont wegens de plaatsing tegen een wand in aanvulling een kwalitatief veel slechtere uitvoering. Woordscheiders zijn kleine vierhoeken. De inscriptie voor Adolf luidt: “Anno · d(omi)ni · m · cccc · xxvi · ip(s)o · die · s(an)c(t)e · anne o(biit) · nobilis · d(omi)n(u)s · d(omi)n(u)s · adolffvs · comes · i(n) · nassaw · cui(us) · a(n)i(m)a · r(e)q(ui)escat · i(n) · pace” en de inscriptie voor Margaretha luidt: “Anno · / d(omi)ni · m · cccc · <x[lii]° · die s(an)c(t)i willibrordi · ep(iscop)i> · o(biit) · nobil(is) · d(omi)na · margareta · de baden · Comitissa · i(n) · nass(aw) · c(uius) · a(n)i(m)a · r(e)q(uie)scat · i(n) · pace”. Als sokkel van de tombe kunnen (twee?) zittende leeuwen gediend hebben, waarvan er een, met het wapen van Margaretha, voor de grafplaat geplaatst was. 
De grafplaat wordt reeds sinds de 17e eeuw in het ridderkoor van de kerk rechtop tegen de oostelijke muur aangetroffen. Mogelijk al tijdens de uitbreiding van de kerk in 1667-1677 en de gelijktijdige barokisering, maar waarschijnlijk rond 1726 bij de verbouwing van het oorspronkelijk gewelfde, hogere koor, sloeg men de in de tekening van Heinrich Dors uit 1632 nog overgeleverde de bovenste helmdecoratie met helmdeksels van het monument af. De grafplaat van gele zandsteen kreeg een uniforme laag grijze verf.

## Huwelijk en kinderen
Adolf huwde in maart 1418 met Margaretha van Baden (25 januari 1404 – 7 november 1442), dochter van markgraaf Bernhard I van Baden en Anna van Oettingen. Het huwelijkscontract werd gesloten te Worms op 17 maart 1412. Uit het huwelijk werden de volgende kinderen geboren:
1. Johan (1419 – 9 mei 1480), volgde zijn vader op.
2. Anna (1421 – 1465), huwde in 1438 met heer Everhard III van Eppstein († tussen 17 november en 24 december 1466).
3. ? Margaretha († 8 juli ....), was non in Klooster Klarenthal bij Wiesbaden en van 1439–1451 abdis van het Sint-Ursulaklooster te Neurenberg.[noot 1]
4. Adolf II (ca. 1423 – Eltville, 6 september 1475), was sinds 1461 aartsbisschop en keurvorst van Mainz.
5. Walram (vermeld in 1426 – jong overleden).
6. Agnes († 13 juni 1485), huwde vóór 6 maart 1451 met Koenraad VII van Bickenbach († 10 januari 1483). Koenraad was hofmeester van zijn zwager Adolf II van Nassau, aartsbisschop en keurvorst van Mainz.

### Buitenechtelijk kind
Adolf had één buitenechtelijk kind:
1. Adolf van Nassau, vermeld tussen 1444 en 1472.

## Voorouders
| Voorouders van Adolf II van Nassau-Wiesbaden-Idstein | Voorouders van Adolf II van Nassau-Wiesbaden-Idstein                                          | Voorouders van Adolf II van Nassau-Wiesbaden-Idstein                                          | Voorouders van Adolf II van Nassau-Wiesbaden-Idstein                                          | Voorouders van Adolf II van Nassau-Wiesbaden-Idstein                                          | Voorouders van Adolf II van Nassau-Wiesbaden-Idstein                                        | Voorouders van Adolf II van Nassau-Wiesbaden-Idstein                                        | Voorouders van Adolf II van Nassau-Wiesbaden-Idstein                                        | Voorouders van Adolf II van Nassau-Wiesbaden-Idstein                                        |
| ---------------------------------------------------- | --------------------------------------------------------------------------------------------- | --------------------------------------------------------------------------------------------- | --------------------------------------------------------------------------------------------- | --------------------------------------------------------------------------------------------- | ------------------------------------------------------------------------------------------- | ------------------------------------------------------------------------------------------- | ------------------------------------------------------------------------------------------- | ------------------------------------------------------------------------------------------- |
| Betovergrootouders                                   | Adolf van Nassau (ca. 1255–1298) ⚭ ca. 1271 Imagina van Isenburg-Limburg (?–na 1317)          | Hendrik ‘de Jongere’ van Hessen (?–1298) ⚭ 1290 Agnes van Beieren (?–1345)                    | Frederik III van Neurenberg (?–1297) ⚭ vóór 1278 Helena van Saksen (?–1309)                   | Albrecht van Görz en Tirol (?–1292) ⚭ na 1282 Agnes van Hohenberg (?–na 1293)                 | Siegfried van Westerburg (?–1316) ⚭ Adelheid (?–?)                                          | Filips IV van Falkenstein (?–na 1327) ⚭ na 1310 Johanna (?–na 1347)                         | Johan I van Sayn (?–1324) ⚭ 1287 Elisabeth van Hessen (1269/70–1293)                        | Gerhard V van Gulik (?–1328) ⚭ 1299 Elisabeth van Brabant (?–1349/55)                       |
| Overgrootouders                                      | Gerlach I van Nassau (vóór 1288–1361) ⚭ 1307 Agnes van Hessen (?–1332)                        | Gerlach I van Nassau (vóór 1288–1361) ⚭ 1307 Agnes van Hessen (?–1332)                        | Frederik IV van Neurenberg (ca. 1287–1332) ⚭ 1307 Margaretha van Görz en Tirol (?–1348)       | Frederik IV van Neurenberg (ca. 1287–1332) ⚭ 1307 Margaretha van Görz en Tirol (?–1348)       | Reinhard II van Westerburg (?–1353) ⚭ 1331 Bertha van Falkenstein (?–1342)                  | Reinhard II van Westerburg (?–1353) ⚭ 1331 Bertha van Falkenstein (?–1342)                  | Johan II van Sayn (?–na 1360) ⚭ 1330 Elisabeth van Gulik (?–na 1364)                        | Johan II van Sayn (?–na 1360) ⚭ 1330 Elisabeth van Gulik (?–na 1364)                        |
| Grootouders                                          | Adolf I van Nassau-Wiesbaden-Idstein (1307–1370) ⚭ 1332 Margaretha van Neurenberg (?–na 1382) | Adolf I van Nassau-Wiesbaden-Idstein (1307–1370) ⚭ 1332 Margaretha van Neurenberg (?–na 1382) | Adolf I van Nassau-Wiesbaden-Idstein (1307–1370) ⚭ 1332 Margaretha van Neurenberg (?–na 1382) | Adolf I van Nassau-Wiesbaden-Idstein (1307–1370) ⚭ 1332 Margaretha van Neurenberg (?–na 1382) | Johan I van Westerburg (?–1370) ⚭ vóór 1355 Kunigunde van Sayn (?–na 1383)                  | Johan I van Westerburg (?–1370) ⚭ vóór 1355 Kunigunde van Sayn (?–na 1383)                  | Johan I van Westerburg (?–1370) ⚭ vóór 1355 Kunigunde van Sayn (?–na 1383)                  | Johan I van Westerburg (?–1370) ⚭ vóór 1355 Kunigunde van Sayn (?–na 1383)                  |
| Ouders                                               | Walram IV van Nassau-Wiesbaden-Idstein (1348/54–1393) ⚭ 1374 Bertha van Westerburg (?–1418)   | Walram IV van Nassau-Wiesbaden-Idstein (1348/54–1393) ⚭ 1374 Bertha van Westerburg (?–1418)   | Walram IV van Nassau-Wiesbaden-Idstein (1348/54–1393) ⚭ 1374 Bertha van Westerburg (?–1418)   | Walram IV van Nassau-Wiesbaden-Idstein (1348/54–1393) ⚭ 1374 Bertha van Westerburg (?–1418)   | Walram IV van Nassau-Wiesbaden-Idstein (1348/54–1393) ⚭ 1374 Bertha van Westerburg (?–1418) | Walram IV van Nassau-Wiesbaden-Idstein (1348/54–1393) ⚭ 1374 Bertha van Westerburg (?–1418) | Walram IV van Nassau-Wiesbaden-Idstein (1348/54–1393) ⚭ 1374 Bertha van Westerburg (?–1418) | Walram IV van Nassau-Wiesbaden-Idstein (1348/54–1393) ⚭ 1374 Bertha van Westerburg (?–1418) |